# Hans Georg von Petersdorff

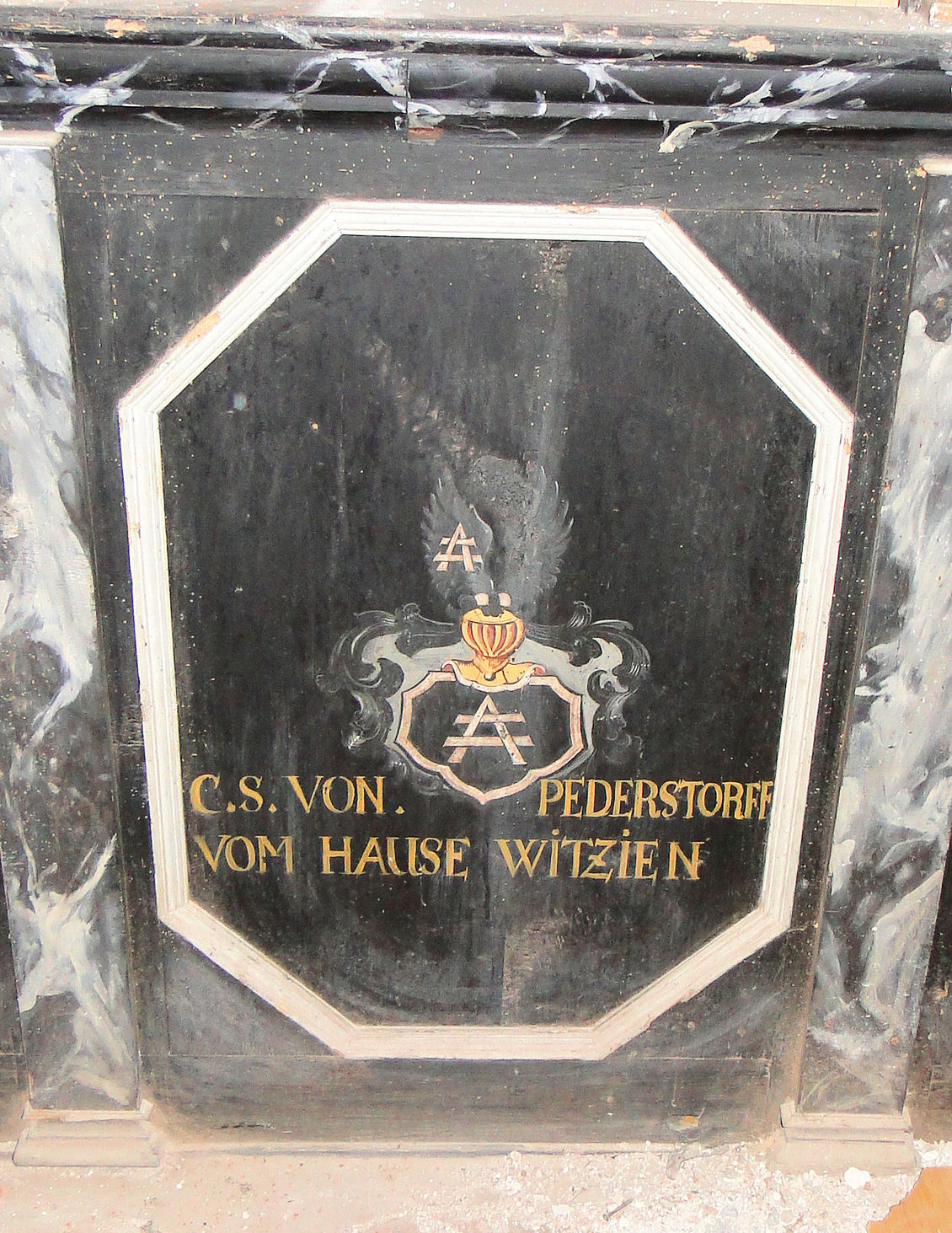
Wappen von Petersdorff an der Gebetsloge auf der Nonnenempore in der Dobbertiner Klosterkirche (2011)

Hans Georg von Petersdorff (* um 1642; † März 1707 in Witzin) war Landrat
und 1682–1691 Provisor im Kloster Dobbertin.

## Leben

### Herkunft
Hans Georg war der elfte Sohn des Geheimen Rats Hans von Petersdorff aus dem 2. Mecklenburgischen Haus. Der Vater war zweimal verheiratet und erlebte 33 Kinder und Enkelkinder. Als mecklenburgischer Rittmeister war er 1627 mecklenburgischer Gesandter bei Wallenstein in Böhmen. Hans Georgs Mutter war Marie Eleonora von Thüna aus dem Hause Schwartz.
Hans Georg von Petersdorff studierte 1656 gemeinsam mit seinem älteren Bruder Friedrich (Fridericus) an der Universität in Rostock. Er war dort als Johannes Georgius unter Nr. 59 eingetragen. Später wohnte er in Witzin bei Sternberg, wo 1625 sein Vater das Gut mit 426 ha für 2000 Gulden erwarb. 1651 kamen noch 600 ha in Lübzin mit Rechten in Boitin von den von Maltzan für 9940 Gulden hinzu. Von 1680 bis 1699 war Hans Georg noch Pfandherr auf Weitendorf, das Bernd von Pressentin innehatte. Als Landrat ließ er sich 1688 in Witzin ein neues Wohnhaus bauen.
1661 heiratete Hans Georg von Petersdorff Margarete Dorothea von Warnstedt, deren Vater Caspar Detlev von Warnstedt in Brüel und Bibow saß. Sein Sohn Hans Detlof verkaufte nach dem Tod des Vaters Witzin 1707 an den Herzog Friedrich Wilhelm. 1708 heiratete er Maria Catarina von Bülow auf Woserin, Mustin und Klein Pritz.

### Kloster Dobbertin

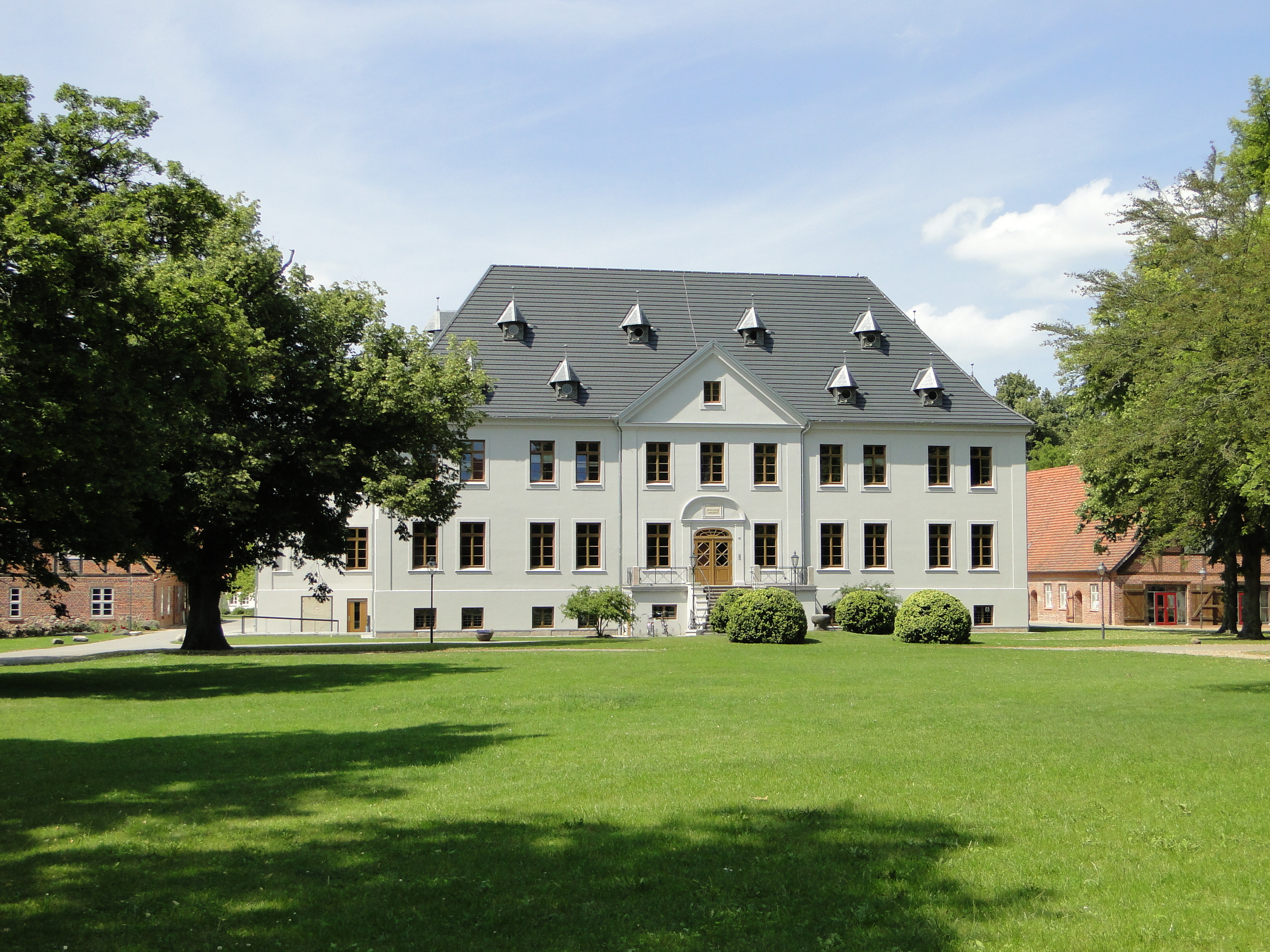
Amtshaus im Kloster Dobbertin (2011)

Auf dem Landtag im Herbst 1681 hatte man für das Herzogtum Güstrow Hans Georg von Petersdorff auf vier Jahre zum Provisor des Klosters Dobbertin gewählt. Die Provisoren waren nach Ablauf einer Wahlperiode wieder wählbar. Nach anschließender landesherrlicher Bestätigung wurde Hans Georg von Petersdorff am 25. Januar 1682 durch den Klosterhauptmann Balthasar von Weltzien auf Benthen im Beisein des Pastors Martin Huth, des Küchenmeisters Arendt Kalsow und der Vorsteherin des Konvents, Frau Domina Anna Sophia von Scharffenberg vor den Klosterdamen in sein Amt eingeführt.
Bedingt durch die damaligen Kriege in Mecklenburg, von denen auch das Klosteramt Dobbertin mit seinen Dörfern durch Einquartierungen und Plünderungen nicht verschont blieb, ist die Aktenlage dieser Jahre sehr dürftig. Von Pastor Martin Huth war zu hören, dass er nach 1683 Auseinandersetzungen mit verschiedenen Dobbertiner Personen wegen ihrer Einstellung zur Kirche hatte. Praepositi Huthen zu Dobbertin bedankte sich in einer schriftlichen Erklärung auch „bei dem jetzigen Provisores des Closters Dobbertin für dessen Freygebigkeit bei dem Geschenk auf Lebenszeit zu seinem bishero gewöhnlichen Deputat mit 1 Tour Salz“.
Nach drei Amtsperioden ging dann Hans Georg von Petersdorff wieder nach Witzin zurück.

## Ungedruckte Quellen
Landeshauptarchiv Schwerin (LHAS)
- LHAS 2.12-3/2 Klöster und Ritterorden. Dobbertin. Nr. 22 Gesuche und Bestätigungen von Provisoren 1666–1712.
- LHAS 3.2-3/1 Landeskloster/Klosteramt Dobbertin. Nr. 242 Verzeichnis der Jungfrauen ab 1600, Nr. 371a Einführung Klostervorsteher, Provisoren 1691–1921, Nr. 3256 Pastor Huth.